# Albert Bandura
Albert Bandura CC /bænˈdʊərə/ (Mundare, 4 de dezembro de 1925 – Stanford, 26 de julho de 2021) foi um psicólogo canadense, professor de psicologia social da Universidade de Stanford. Fez contribuições no campo da psicologia social, cognitiva, psicoterapia e pedagogia. Em 1968, aos 43 anos, foi o presidente mais jovem eleito para a Associação Americana de Psicologia (APA).

## Pesquisas
Sua abordagem é social-comportamental (social behaviorism) e psicologia cognitiva ou cognitiva-comportamental.

### Teoria do aprendizado social
A fase inicial da pesquisa de Bandura analisou os fundamentos da aprendizagem de crianças e adultos, particularmente em imitar o comportamento observado em outros, em particular, comportamentos agressivos.
Bandura procurou confirmar tal teoria ao fazer um experimento com um joão-bobo. Três grupos de crianças foram submetidos a um filme diferente cada, nos quais adultos agrediam os bonecos. No primeiro filme o adulto era recompensado por agredir o boneco, no segundo filme era punido e no terceiro filme não sofria nenhuma consequência. Depois do filme, as crianças foram colocadas em uma sala onde podiam ser observadas sem perceberem. Na sala havia diferentes brinquedos, dentre eles um joão-bobo. Relatou-se que o grupo que viu o adulto sendo recompensado tendia a repetir com maior frequência as agressões quando comparado aos dois últimos grupos. Sua conclusão é que comportamentos agressivos se tornam mais frequentes ao ver outros serem recompensados por sua agressividade.
Esse aprendizado frequentemente não se restringe a imitar e passa a identificar-se com a pessoa-modelo. Para Bandura, imitar envolve um comportamento e objetos restritos, enquanto identificar-se envolve adotar e reconhecer-se nos comportamentos, valores, crenças e atitudes observados da pessoa-modelo. Identificar-se amplia o comportamento observado para diversos outros objetos animados e inanimados (generalização), enquanto imitar é muito mais restrito.

### Determinismo recíproco
Sua teoria sobre o determinismo recíproco defende que há uma relação simultânea, dialética e recíproca entre os efeitos que o ambiente, pessoa-modelo e indivíduos. Em outras palavras, conforme o ambiente determina o comportamento do indivíduo e do modelo, o indivíduo determina o comportamento ambiente e do modelo e o modelo determina o comportamento do ambiente e do indivíduo.

### Auto-eficácia
Muito de seu trabalho foi desenvolvido estudando a motivação e a auto-eficácia. Em seus experimentos comprovou que estabelecer vários objetivos próximos (fáceis de alcançar) é mais eficaz do que estabelecer objetivos distantes  (difíceis) ou não estabelecer objetivos. Também comprovou que a percepção de competência torna uma equipe mais eficaz do que um grupo que se percebe incompetente quando os desempenhos individuais foram semelhantes em um pré-teste.

### Desobrigação Moral Seletiva
A desobrigação moral seletiva (ou desengajamento) ocorre por meio de uma reestruturação cognitiva para transformar um comportamento, que um indivíduo consideraria desumano em outras situações, em uma ação socialmente justificável. Para Bandura essa desobrigação moral seletiva pode ocorrer pelos seguintes processos psicológicosː
- Justificação moralista: Princípios religiosos, imperativos nacionalistas e ideologias são usadas desde a pré-história para justificar violência e condutas destrutivas. Ex: Matar, torturar ou agredir para defender a moral religiosa, os interesses do país ou a tradição e bons costumes.
- Linguagem saneantes: Eufemismos são usados para sentir menos culpa. Ex: Chamar inocentes mortos por mísseis de "efeitos colaterais" e soldados da sua equipe mortos na batalha de "baixas" ou "perdas".
- Comparação social exoneratória: Comparar um comportamento errado com outra possibilidade pior para minimizá-la ignorando a incerteza do futuro. Ex: Defender que a guerra fria foi importante para evitar a escravidão e miséria no país que o avanço comunista causaria.
- Difusão da responsabilidade: Quanto mais pessoas em um grupo com potencial de ajudar, menor a responsabilidade de cada uma delas por não ajudar. Assim a culpa é diluída entre todos os responsáveis. Ex: Acreditar que se outras empresas também poluem, a responsabilidade do nível atual de poluição não é da própria empresa. As outras empresas usam a mesma lógica e ninguém se sente responsável.
- Deslocamento da responsabilidade: Responsabilizar outro pelas suas ações, principalmente autoridades superiores, divinas, instintos ou efeito de drogas. Ex: Quando soldados ou policiais sentem que apenas cumprem ordens ou leis; quando religiosos defendem suas agressões como ordens de seu livro sagrado, profeta ou deus; quando consideram seguir a "lei da selva" ou "lei do mais forte"; quando justificam a bater na esposa como culpa do álcool.
- Ignorar ou minimizar os efeitos prejudiciais de suas ações: Quando menos visível é a consequência prejudicial de um ato, mais fácil é executá-lo. Pelo contrário, ver as consequências de seus atos torna mais difícil a agressão. Ex: Lançar um míssil teleguiado para destruir um edifício incomoda menos que entrar no edifício com uma metralhadora e ver pessoas morrerem mesmo quando o número de mortos é o mesmo. De forme similar, explorar funcionários é mais fácil em empresas grandes, em que os grandes empresários não veem os funcionários.
- Desumanização das vítimas: Ao desumanizar, a vítima não é visto como uma pessoa digna de sentimentos, pena e preocupações. Envolve não reconhecer nessas vítimas suas similaridades, direitos humanos e legitimidade de suas causas. Ex: Considerar que chineses/árabes/indianos/latinos/africanos são como ratos/insetos/pragas ao migrarem para outro país em busca de melhores condições de vida. Culpar o governo, a quantidade de pessoas ou a religião desses lugares por sua suposta inferioridade e miséria. [7]

Bullying
Entre crianças em escolas a desobrigação moral seletiva é muito mais frequente entre meninos e as principais justificativas usadas para bullying foram moralismo e desumanização. Questionar esses argumentos e repreender os responsáveis em sala de aula diminuiu a frequência de bullying na escola estudada.

## Morte
Bandura morreu em 26 de julho de 2021 em Stanford, aos 95 anos de idade, de insuficiência cardíaca.

## Prêmios
Recebeu títulos honorários por suas contribuições de 16 distintas universidades.